# Дискография The Clash
Дискография английской панк-группы The Clash включает в себя 6 студийных альбомов, 7 сборников, 2 мини-альбом, 2 концертных альбома, 21 сингл и 2 видеоальбома.
Коды стран в таблицах указаны по ISO 3166-1.

## Студийные альбомы
| Год                                                                          | Альбом | Высшее место в хит-парадах | Высшее место в хит-парадах | Высшее место в хит-парадах | Высшее место в хит-парадах | Высшее место в хит-парадах | Высшее место в хит-парадах | Высшее место в хит-парадах | Сертификации (пороги продаж)                             |
| Год                                                                          | Альбом | AT                         | CA                         | NO                         | NZ                         | SE                         | GB                         | US                         | Сертификации (пороги продаж)                             |
| ---------------------------------------------------------------------------- | --- | -------------------------- | -------------------------- | -------------------------- | -------------------------- | -------------------------- | -------------------------- | -------------------------- | -------------------------------------------------------- |
| 1977                                                                         | The Clash - Дата выпуска: 8 апреля 1977, 26 июля 1979 (США) - Лейбл: Sony Music/Columbia; Epic - Примечание: Две версии — британская и американская. | —                          | —                          | —                          | —                          | 42                         | 12                         | 126                        | GB: Золотой US: Золотой                                  |
| 1978                                                                         | Give ’Em Enough Rope - Дата выпуска: 10 ноября 1978 - Лейбл: Sony Music/Columbia; Epic                                                               | —                          | —                          | —                          | 15                         | 36                         | 2                          | 128                        | GB: Золотой                                              |
| 1979                                                                         | London Calling - Дата выпуска: 14 декабря 1979 - Лейбл: Sony Music/Columbia; Epic - Примечание: Выпущен как двойной альбом                           | 17                         | 12                         | 4                          | 12                         | 2                          | 9                          | 27                         | CA: Золотой FR: Золотой GB: Золотой US: Платиновый       |
| 1980                                                                         | Sandinista! - Дата выпуска: 12 декабря 1980 - Лейбл: Sony Music/Columbia; Epic - Примечание: Выпущен как тройной альбом.                             | —                          | 3                          | 8                          | 3                          | 9                          | 19                         | 24                         | FR: Золотой US: Золотой                                  |
| 1982                                                                         | Combat Rock - Дата выпуска: 14 мая 1982 - Лейбл: Sony Music (SME)/Columbia; Epic                                                                     | —                          | 12                         | 7                          | 5                          | 9                          | 2                          | 7                          | CA: Золотой FR: Золотой GB: Серебряный US: 2× Платиновый |
| 1985                                                                         | Cut the Crap - Дата выпуска: 4 ноября 1985 - Лейбл: Sony Music/Columbia; Epic                                                                        | —                          | 59                         | —                          | 35                         | 30                         | 16                         | 88                         | GB: Серебряный                                           |
| «—» означает, что релиз не входил в чарт или не был выпущен в данной стране. | |                            |                            |                            |                            |                            |                            |                            |                                                          |

## Концертные альбомы
| Год  | Альбом | Высшее место в хит-парадах | Высшее место в хит-парадах | Высшее место в хит-парадах | Высшее место в хит-парадах |
| Год  | Альбом | FR                         | SE                         | GB                         | US                         |
| ---- | --- | -------------------------- | -------------------------- | -------------------------- | -------------------------- |
| 1999 | From Here to Eternity: Live - Дата выпуска: 4 октября 1999 - Лейбл: Columbia/Sony Music; Epic - Примечание: Концертные записи 1978—1982 годов.                     | 17                         | 47                         | 13                         | 193                        |
| 2008 | Live at Shea Stadium - Дата выпуска: 3 октября 2008 - Лейбл: Sony International - Примечание: Концертные записи второй ночи выступлений на Shea Stadium 1982 года. | 57                         | 26                         | 31                         | 93                         |

## Сборники
| Год                                                                          | Альбом | Высшее место в хит-парадах | Высшее место в хит-парадах | Высшее место в хит-парадах | Высшее место в хит-парадах | Сертификации                              |
| Год                                                                          | Альбом | NZ                         | SE                         | GB                         | US                         | Сертификации                              |
| ---------------------------------------------------------------------------- | --- | -------------------------- | -------------------------- | -------------------------- | -------------------------- | ----------------------------------------- |
| 1980                                                                         | Black Market Clash - Дата выпуска: 1980 - Лейбл: Epic/Sony Music - Примечание: Сборник бисайдов на 10-дюймовом мини-альбоме.                                                                                        | 15                         | —                          | —                          | 74                         |                                           |
| 1988                                                                         | The Story of the Clash, Volume 1 - Дата выпуска: 29 февраля 1988 - Лейбл: Sony Music/Columbia; Epic - Примечание: Двойной альбом, сборник лучших хитов                                                              | 3                          | 50                         | 7                          | 142                        | FR: 2× Золотой GB: Золотой US: Платиновый |
| 1990                                                                         | 1977 Revisited - Дата выпуска: 1990 - Лейбл: Relativity - Примечание: В том же году был также выпущен на Sony Special Products как A Collection of Rare Tracks and B Sides.                                         | —                          | —                          | —                          | —                          |                                           |
| 1991                                                                         | The Singles (1991) - Дата выпуска: 13 ноября 1991 - Лейбл: Sony Music/Columbia; Epic - Примечание: Сборник из 18 британских и американских синглов, расположенных в хронологическом порядке.                        | 2                          | —                          | 68                         | —                          |                                           |
| 1993                                                                         | Super Black Market Clash - Дата выпуска: 26 октября 1993 - Лейбл: Columbia/Sony Music; Legacy/Epic - Примечание: Сборник бисайдов и редких записей.                                                                 | —                          | —                          | —                          | —                          |                                           |
| 2003                                                                         | The Essential Clash - Дата выпуска: 11 марта 2003 (США), 22 апреля 2003 (Великобритания) - Лейбл: Columbia/Sony Music; Legacy/Epic - Примечание: Сборник «ключевых» записей; две версии: британская и американская. | 50                         | 22                         | 18                         | 99                         |                                           |
| 2007                                                                         | The Singles (2007) - Дата выпуска: 4 июня 2007 - Лейбл: Sony BMG - Примечание: Сборник на одном диске, состоящий из 19 британских синглов, включая «This Is England», расположенных не в хронологическом порядке.   | 36                         | —                          | 13                         | —                          |                                           |
| «—» означает, что релиз не входил в чарт или не был выпущен в данной стране. | |                            |                            |                            |                            |                                           |

### Бокс-сеты
| Год  | Альбом |
| ---- | --- |
| 1991 | Clash on Broadway - Дата выпуска: 19 ноября 1991 - Лейбл: Columbia/Sony Music; Legacy/Epic - Примечание: Бокс-сет на трёх компакт-дисках; содержит несколько альтернативных версий и невыпущенные треки. |
| 2006 | Singles Box - Дата выпуска: 30 октября 2006 - Лейбл: Sony BMG - Примечание: Комплект из 19 британских синглов на 19 компакт-дисках.                                                                      |

## Мини-альбомы
| Год  | Альбом                                         | Высшее место | Высшее место |
| Год  | Альбом                                         | GB           |              |
| ---- | ---------------------------------------------- | ------------ | ------------ |
| 1977 | Capital Radio - Дата выпуска: 1 апреля 1977    | —            |              |
| 1979 | The Cost of Living - Дата выпуска: 11 мая 1979 | 22           |              |

## Синглы
| Год  | Сингл                                               | Высшее место в хит-парадах | Высшее место в хит-парадах | Высшее место в хит-парадах | Высшее место в хит-парадах | Высшее место в хит-парадах | Высшее место в хит-парадах | Высшее место в хит-парадах | Высшее место в хит-парадах | Альбом               |
| Год  | Сингл                                               | GB                         | CA                         | IE                         | NL                         | NZ                         | US                         | US Dance                   | US Main                    | Альбом               |
| ---- | --------------------------------------------------- | -------------------------- | -------------------------- | -------------------------- | -------------------------- | -------------------------- | -------------------------- | -------------------------- | -------------------------- | -------------------- |
| 1977 | «White Riot»                                        | 38                         | —                          | —                          | —                          | —                          | —                          | —                          | —                          | The Clash            |
| 1977 | «Remote Control»                                    | —                          | —                          | —                          | —                          | —                          | —                          | —                          | —                          | The Clash            |
| 1977 | «Complete Control»                                  | 28                         | —                          | —                          | —                          | —                          | —                          | —                          | —                          | The Clash            |
| 1978 | «Clash City Rockers»                                | 35                         | —                          | —                          | —                          | —                          | —                          | —                          | —                          | The Clash            |
| 1978 | «(White Man) In Hammersmith Palais»                 | 32                         | —                          | —                          | —                          | —                          | —                          | —                          | —                          | The Clash            |
| 1978 | «Tommy Gun»                                         | 19                         | —                          | —                          | —                          | —                          | —                          | —                          | —                          | Give ’Em Enough Rope |
| 1979 | «English Civil War»                                 | 25                         | —                          | 29                         | —                          | —                          | —                          | —                          | —                          | Give ’Em Enough Rope |
| 1979 | «I Fought the Law»                                  | 29                         | —                          | 24                         | —                          | 17                         | —                          | —                          | —                          | The Cost of Living   |
| 1979 | «London Calling»                                    | 11                         | —                          | 16                         | —                          | 23                         | —                          | 30                         | —                          | London Calling       |
| 1979 | «Clampdown»                                         | —                          | —                          | —                          | —                          | —                          | —                          | —                          | —                          | London Calling       |
| 1980 | «Train in Vain»                                     | —                          | 62                         | —                          | —                          | 26                         | 23                         | —                          | —                          | London Calling       |
| 1980 | «Bankrobber»                                        | 12                         | —                          | 14                         | —                          | 14                         | —                          | —                          | —                          | Не альбомный сингл   |
| 1980 | «The Call Up»                                       | 40                         | —                          | —                          | —                          | 42                         | —                          | —                          | —                          | Sandinista!          |
| 1981 | «Hitsville UK»                                      | 56                         | —                          | —                          | —                          | —                          | —                          | —                          | 53                         | Sandinista!          |
| 1981 | «The Magnificent Seven»                             | 34                         | —                          | —                          | 21                         | —                          | —                          | 21                         | —                          | Sandinista!          |
| 1981 | «This Is Radio Clash»                               | 47                         | —                          | —                          | —                          | 28                         | —                          | 17                         | 45                         | Не альбомный сингл   |
| 1982 | «Know Your Rights»                                  | 43                         | —                          | —                          | —                          | —                          | —                          | —                          | —                          | Combat Rock          |
| 1982 | «Rock the Casbah»                                   | 15                         | 26                         | —                          | 21                         | 4                          | 8                          | 8                          | 6                          | Combat Rock          |
| 1982 | «Should I Stay or Should I Go» / «Straight to Hell» | 1                          | 40                         | 16                         | 3                          | 2                          | 45                         | —                          | 13                         | Combat Rock          |
| 1985 | «This Is England»                                   | 24                         | —                          | 13                         | —                          | 26                         | —                          | —                          | —                          | Cut the Crap         |

## Видеоальбомы
- This Is Video Clash (1985)
- The Essential Clash (DVD, 2003)

## Видеоклипы
| Год  | Видеоклип                              | Режиссёр        |
| ---- | -------------------------------------- | --------------- |
| 1977 | «White Riot»                           | Линдсей Клинелл |
| 1977 | «Complete Control»                     | Дон Леттс       |
| 1978 | «Tommy Gun»                            | Keef & Co       |
| 1979 | «I Fought the Law»                     | Дон Леттс       |
| 1979 | «London Calling»                       | Дон Леттс       |
| 1979 | «Clampdown»                            | Дон Леттс       |
| 1980 | «Train in Vain»                        | Дон Леттс       |
| 1980 | «Bankrobber»                           | Дон Леттс       |
| 1980 | «The Call Up»                          | Дон Леттс       |
| 1981 | «This Is Radio Clash»                  | Дон Леттс       |
| 1982 | «Rock the Casbah»                      | Дон Леттс       |
| 1984 | «Should I Stay or Should I Go?» (live) | Дон Леттс       |
| —    | «Career Opportunities» (live)          | Дон Леттс       |